# 革命広場 (ブカレスト)
革命広場 (かくめいひろば, ルーマニア語: Piața Revoluției) は、ブカレスト中心部のヴィクトリエイ通りに面する広場である。もともとは、宮殿広場 (Piața Palatului) と呼ばれていたが、1989年のルーマニア革命の舞台となったことから、現在の名前に改名された。
周囲には、旧王宮（現・ルーマニア国立美術館）、アテネ音楽堂、アテネパレス・ヒルトンホテル、ブカレスト大学図書館、復活の記念碑が建っている。また、旧ルーマニア共産党本部が置かれていることでも知られる。この建物では1989年12月22日、ニコラエ・チャウシェスクと妻のエレナがヘリコプターで脱出を図った。1990年、本部はルーマニア元老院として生まれ変わり、2006年以降は内務・行政改革省が入っている。
かつて、広場にはカロル1世の騎馬像が建っていた。これは、1930年に、クロアチアの彫刻家、イヴァン・メストロヴィッチが製作したもので、1948年に共産党によって取り壊されてしまった。2005年、ルーマニアの文化大臣は、メストロヴィッチの家族が保管していたモデルから像を復元することを決定した。2007年、ブカレスト市役所は、メストロヴィッチに影響を受けてカロルの像をデザインしていた、彫刻家のFlorin Codreに再建を依頼した。
1968年8月と1989年12月に、広場において、チャウシェスク政権の頂点とどん底を代表する2つの集会が開かれた。1968年8月21日に行われたスピーチで、チャウシェスクはワルシャワ条約機構軍によるチェコスロバキア侵攻を公然と批判、クレムリンからの独立政策をとる方針を発表し、人気は最高潮にあった。一方、1989年12月21日に行われたチャウシェスク最後のスピーチは、1968年の集会に倣い、政権メディアは「チャウシェスクを支援する運動を」と呼びかけたが、結果的にルーマニア国民の怒りを爆発させ、政権の終焉につながるきっかけとなった。

## ギャラリー

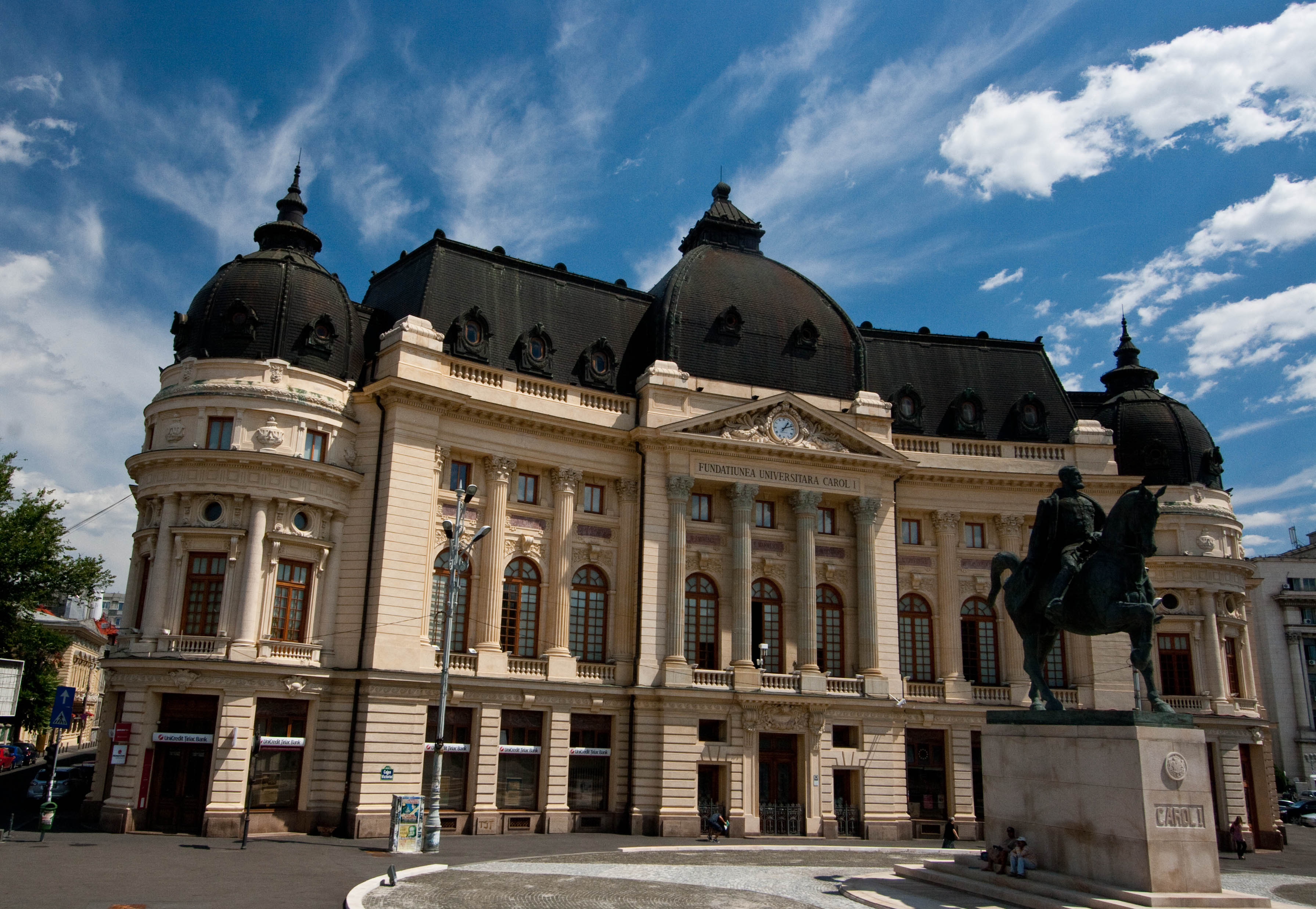
ブカレスト大学図書館
ルーマニア国立美術館
カロル1世の騎馬像
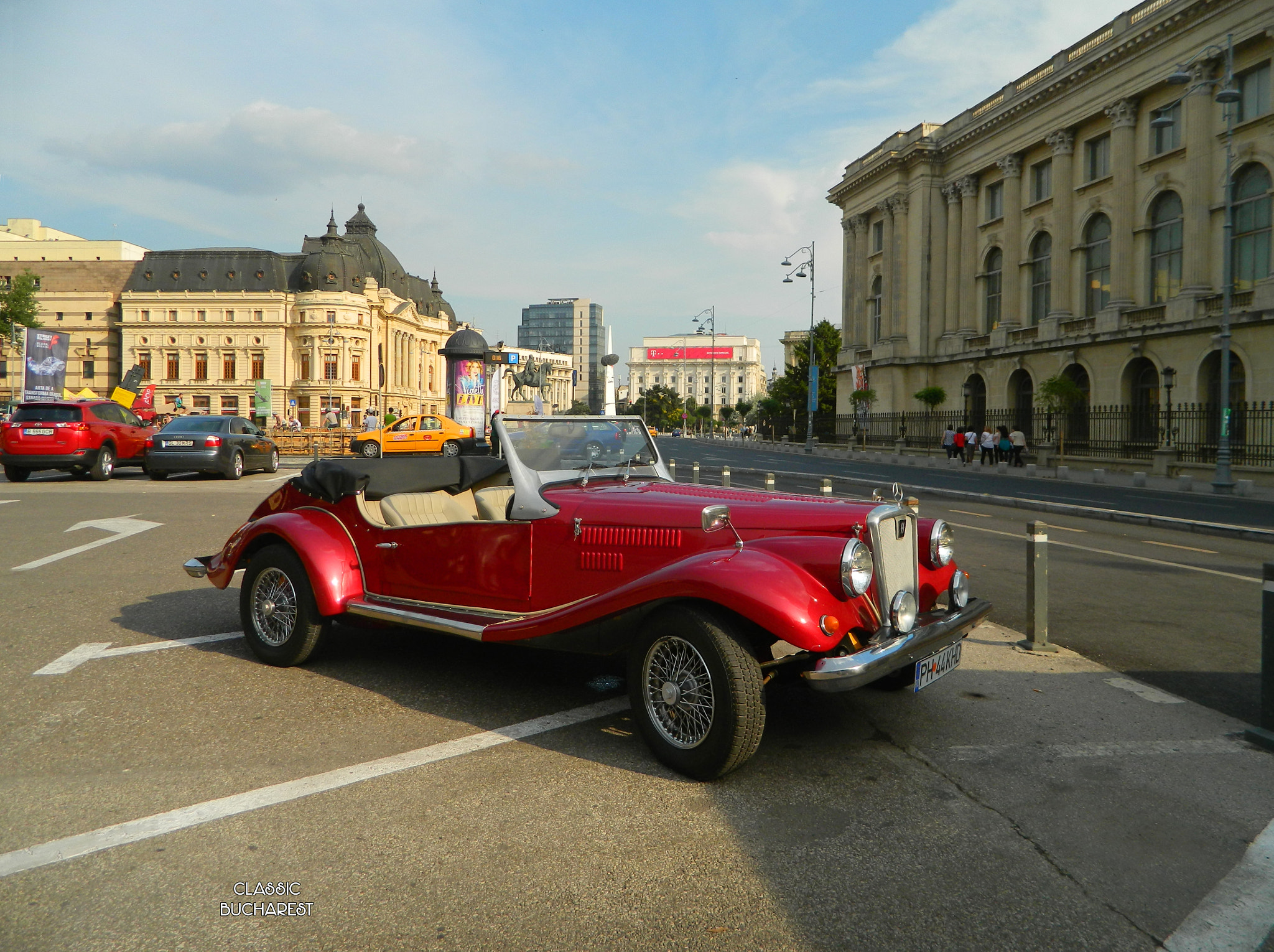
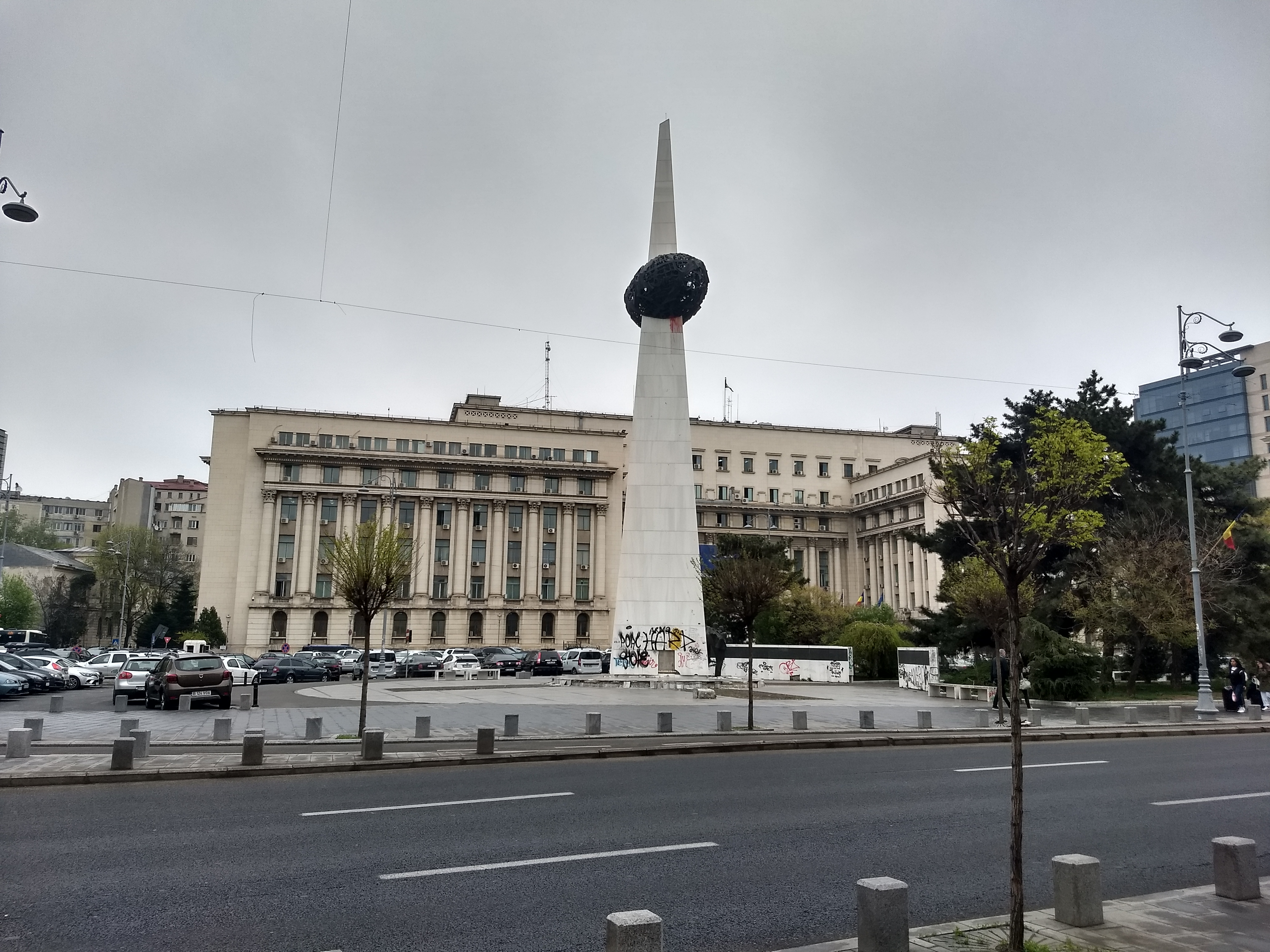
旧ルーマニア共産党本部（現：内務・行政改革省庁舎）
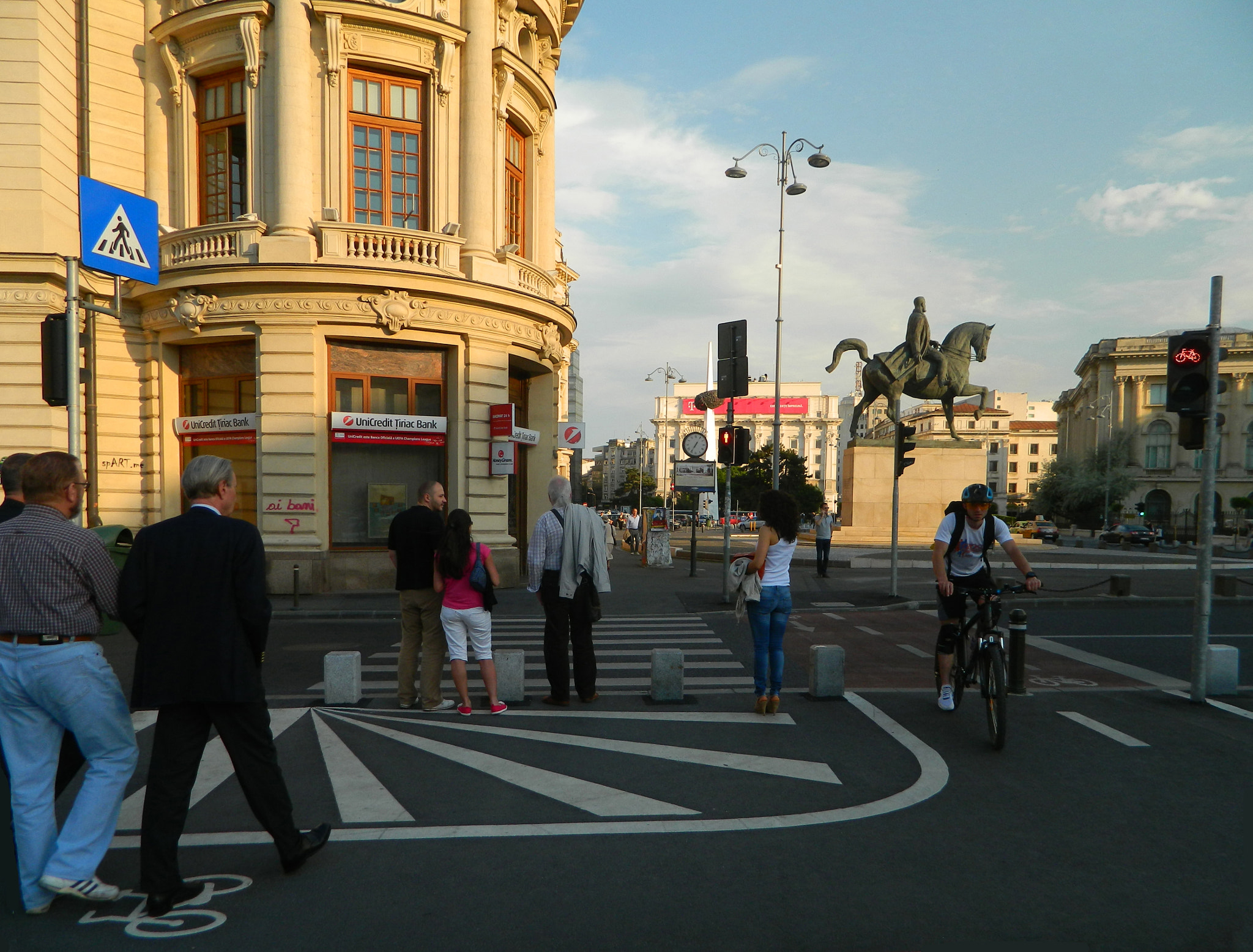